# گریگور کوبل
گریگور کوبل (انگلیسی: Gregor Kobel؛ زادهٔ ۶ دسامبر ۱۹۹۷) بازیکن فوتبال اهل سوئیس است.
از باشگاه‌هایی که در آن بازی کرده است می‌توان به باشگاه فوتبال هوفنهایم، باشگاه فوتبال بروسیا دورتموند، و باشگاه فوتبال اشتوتگارت اشاره کرد.
وی همچنین در تیم‌های ملی فوتبال زیر ۲۱ سال سوئیس، و سوئیس بازی کرده است.